# Bel e il Drago
Bel e il Drago è un duplice racconto in greco composto verso la metà del II secolo a.C. da un autore ebreo anonimo, forse su un prototesto ebraico perduto.
Esso non compare nel testo masoretico ebraico del Libro di Daniele, ma solo nella versione greca della Settanta, conservata poi nella Vulgata e nella tradizione ortodossa e cattolica. Nelle attuali bibbie cattoliche costituisce il capitolo 14 del libro di Daniele (Dan 14).
Il racconto è considerato canonico dalla Chiesa cattolica e Ortodossa, mentre per le chiese protestanti rappresenta un'aggiunta apocrifa.

## Il Capitolo 14
Questo capitolo contiene 2 racconti autonomi:
- 1. a Babilonia sotto Ciro (590-529 a.C.) il saggio Daniele dimostra la falsità del culto all'idolo Bel;
- 2. Daniele uccide un drago venerato come divinità.

## Daniele e l'idolo di Bel
Durante il regno di Ciro, il re era devoto a una divinità babilonese, Bel, al quale ogni giorno veniva offerto moltissimo cibo. Ad un certo punto, il re chiede a Daniele perché non adori anche lui Bel, ed egli risponde di non voler adorare idoli fatti da mano d'uomo ma soltanto il Dio vivente. Allora, il re sfida i sacerdoti: se Bel mangerà realmente tutte le offerte, Daniele sarà mandato alla morte perché ha mentito; in caso contrario, moriranno i fedeli di Bel. Il tempio venne chiuso affinché nessuno potesse boicottare la sfida.
I sacerdoti erano abituati ad entrare di nascosto nel tempio tramite un passaggio segreto e a consumare tutte le offerte (erano 70 sacerdoti con mogli e figli). Ma Daniele aveva sparso cenere sul pavimento, di nascosto. Al momento della verifica della sfida da parte del re, Daniele gli suggerì di controllare il pavimento. Scoperto le orme lasciate sul pavimento, il re si adirò, uccise gli imbroglioni e diede l'idolo a Daniele affinché lo distruggesse.

## Daniele e il drago
Anche un drago viene adorato dai babilonesi al pari di un dio. Provocato da ciò, Daniele ottiene dal re il permesso di ucciderlo "senza lancia e senza spada". Così, il saggio fabbricò focacce di pece, grasso e peli da dare al drago affinché soffocasse.
Allora i Babilonesi insorsero, in quanto la loro divinità era stata uccisa, ed accusarono il re di essersi convertito all'ebraismo, per aver concesso tale profanazione. Così, il re fu costretto a consegnare Daniele affinché fosse giustiziato.
Daniele viene gettato nella fossa dei leoni, ma sopravvive per sei giorni, nonostante i leoni restassero digiuni. Intanto, un angelo manda Abacuc a portare al saggio Daniele il cibo, il quale ringrazia Dio che si è ricordato di lui.
Il racconto si conclude con un'acclamazione di lode al Signore da parte del re: "Grande tu sei, Signore, Dio di Daniele, e non c'è altro dio all'infuori di te".